# Lonchocarpus tubicalyx
Lonchocarpus tubicalyx là một loài thực vật có hoa trong họ Đậu. Loài này được Pittier ex Poppend. miêu tả khoa học đầu tiên năm 1992.